# Lambrus
Lambrus is een geslacht van kreeftachtigen uit de klasse van de Malacostraca (hogere kreeftachtigen).

## Soorten
- Lambrus (Aulacolambrus) hoplonotus
- Lambrus (Platylambrus) carinatus
- Lambrus (Platylambrus) echinatus
- Lambrus (Pseudolambrus) calappoides
- Lambrus angulifrons
- Lambrus laciniatus
- Lambrus quemvis Stebbing